# &RQ
&RQ — простий ICQ-клієнт, одна з програм для спілкування за допомогою мережі Інтернет. Є вільним програмним забезпеченням. Серед інших особливостей — відносно невеликий розмір (700 кБ), можливість спостерігати за IP-адресою співрозмовника та простежувати надіслані та прийняті пакети. Проєкт припинено.

## Розробка
Програму написав італієць Массімо Меліна, також відомий під псевдонімом Rejetto.
Для логотипу програми розробник використав зображення персонажа популярного італійського коміксу Rat-Man за згодою його автора Лео Ортолані. Через характерне лого, російські користувачі прозвали клієнт «Крыса» (дослівно «пацюк»).

### Відгалудження
Завдяки відкритому програмному коду та з огляду на можливості &RQ за розробку програм на основі її коду взялися інші програмісти. Таким чином виникло щонайменше три модифікації програми:
- &RQ від Shyr[2],
- R&Q від Rapid[2],
- IMadering від команди розробників Black Rat.

Незважаючи на ліцензію GPL, під якою було випущено клієнт &RQ автором, перші два розробники вирішили не відкривати свій код. Black Rat спочатку дотримувались принципів GNU, але потім клієнт було перейменовано на Casper ICQ та його початковий код також було закрито.
У листопаді 2004 року українські розробники на чолі з Vovix заснували проєкт &RQ: Reborn (дослівно: «&RQ: відродження»). Проєкт було схвалено самим Rejetto, оскільки програмісти оголосили про свій намір дотримуватись принципів вільного програмного забезпечення. &RQ: Reborn було закрито у березні 2005 року.
На початок 2009 року розробкою клону &RQ займалася лише команда R&Q Team. Але код програми не був відкритим.

## Можливості
Уже станом на 2004 рік програма практично повністю дублювала можливості в частині передавання повідомлень ICQ. Незважаючи на те, що &RQ розроблялася як клон офіційного клієнта ICQ, &RQ відрізняється низкою особливостей у порівнянні з іншими програмами миттєвого обміну повідомленнями за протоколом ICQ, зокрема:
- швидкість роботи[3];
- відсутність потреби в інсталяції та можливість переносити на змінному носії, такому як USB-флеш-накопичувач[5];
- малий розмір на диску (невеликий розмір дистрибутиву — близько 300 кБ станом на 2006 рік, близько 500 кБ станом на 2004 рік)[3][6];
- мінімальне споживання ресурсів оперативної пам'яті[3];
- можливість додавати контакт без його дозволу-підтвердження[7];
- шифрування архівованої історії розмов[7];
- шифрування файлів;
- редагування відправлених, але ще не отриманих повідомлень[7];
- можливість стежити за IP-адресою користувачів[4];
- гнучка система зміни статусів, відокремлена від встановлення невидимості[8], зокрема, можливість водночас бути «невидимим» та «зайнятим»;
- особливий режими невидимості, який на відміну від звичайного, дозволяє приховати користувача від користувачів інших клієнтів, які можуть розкривати звичайний режим невидимості, таких як Miranda[7];
- можливість групувати контакти за допомогою тек[7];
- можливість запускати кілька клієнтів &RQ одночасно на одному комп'ютері та входу в декілька облікових записів[7];
- широкі можливості для налаштування зовнішнього вигляду програми[5], в тому числі за допомогою тем[9];
- фільтрування реклами за списком фраз[8].

Ідеї &RQ, зокрема розділення статусу та видимості, в подальшому були поступово імплементовані іншими клієнтами. Можливість запуску декількох клієнтів із різними обліковими записами була також імплементована QIP у 2005 році.

## Поширення
Однією з причин переходу на альтернативи офіційному клієнту ICQ, в тому числі на &RQ, стала поява реклами в клієнті. Станом на 2004 рік у Росії програмою &RQ користувалося декілька тисяч людей. Станом на 2006 рік проєкт був уже тривалий час заморожений автором, але підтримувався сторонніми розробниками; програму використовували як альтернативу ICQ Lite 5 через швидкість клієнта та відсутність у ньому реклами. У 2008 році разом із Miranda та QIP був поширеною альтернативою офіційному клієнту в Росії. У 2010 році AOL продала ICQ російському холдингу DST, якому також належала Mail.ru. &RQ користувалися як альтернативою ICQ також станом на 2011 році, але вона не входила в число популярних клієнтів, які дотримувалися умов ліцензії на протокол сервісу ICQ.